# Eugenio Fernández Quintanilla
Eugenio Fernández Quintanilla (Arnuero, Cantabria, 1887 – Madrid, 30 de mayo de 1932) fue un arquitecto español que desarrolló su obra en Santander y Madrid. También fue arquitecto del Cuerpo Municipal de Bomberos de Madrid, jefe de la Sección de Urbanismo del Ayuntamiento de Madrid y presidente de la Asociación de Arquitectos de España. En 1932 se le concedió la Medalla al Mérito en el Trabajo.
Junto a la mayoría de los arquitectos cántabros de la época fue seguidor de la arquitectura regionalista ideada por Leonardo Rucabado, como se puede apreciar en su mayor obra arquitectónica, la Casa de Correos de Santander. Esta obra fue ideada junto a Secundino Zuazo, sin embargo, fue Fernández Quintanilla quien se encargó de dirigir las obras. Con Zuazo colaboró en el polémico concurso para la construcción de la sede del Círculo de Bellas Artes, siendo uno de los proyectos con mejor valoración, aunque finalmente no fue elegido; también diseñaron juntos varios edificios de la recién creada Gran Vía de Madrid.

## Biografía

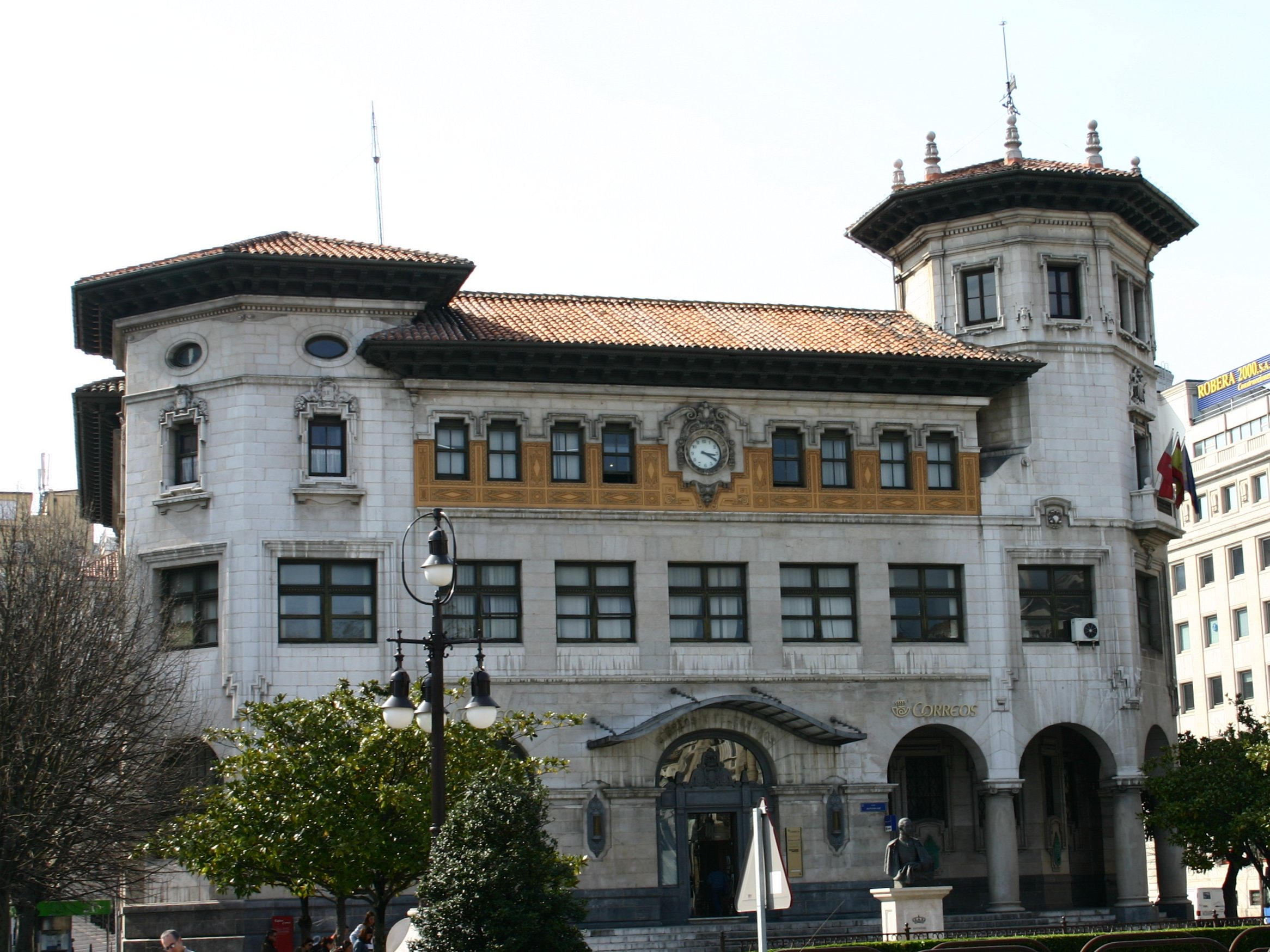
Delegación de Correos en Santander, obra de Fernández Quintanilla y de Secundino Zuazo.

Eugenio Fernández Quintanilla nació en el municipio Cántabro de Arnuero; hijo de Joaquín Fernández de Peña y de Elvira Quintanilla Cagigal, fue primo del pintor Luis Quintanilla. En 1913 se tituló en la Escuela Técnica Superior de Arquitectura de Madrid y un año después se convirtió en el arquitecto del Cuerpo Municipal de Bomberos de Madrid, también fue presidente de la Asociación de Arquitectos de España.
Se le encuadra dentro de la Escuela Regionalista Montañesa junto a otros arquitectos cántabros de la época, como Javier González de Riancho, Deogracias Mariano Lastra, Ramón Lavín Casalis, Valentín Lavín del Noval, Gonzalo Bringas, entre otros; esta escuela seguía los preceptos del arquitecto castreño Leonardo Rucabado expuestos en su libro Proyecto de palacio para una noble de la Montaña, en el que proponía utilizar los elementos propios de la arquitectura que se dio en la zona de Cantabria durante los siglos XVII y XVIII, para así conseguir una arquitectura identificativa. Fernández Quintanilla transformó las ideas de Rucabado hacia el racionalismo arquitectónico, como se puede apreciar en su obra del Cine Coliseum (Santander, 1929).
En 1915 obtuvo el primer premio del Concurso de la Casa de Correos de Santander, realizando el proyecto junto a Secundino Zuazo, aunque fue Fernández Quintanilla quien se hizo cargo de las obras. En esta obra se aprecia la influencia de Rucabado, ya que presenta un estilo propio del regionalismo montañés con una tendencia hacia la arquitectura ornamental. Inaugurado en septiembre de 1927, es un edificio exento y de planta rectangular con muros de sillería y entramado de madera. En la parte trasera hay una balconada cerrada y corrida, mientras que su fachada principal está flanqueada por dos torres poligonales. En 1919, también colaboró con Zuazo en el concurso para la Casa Correos de Bilbao.
A mediados de marzo de 1919, el consejo del Círculo de Bellas Artes convocó un concurso nacional para construir la casa social de la entidad cultural, el primer premio consistió en la dirección de la obra y otros cinco tuvieron una recompensa de entre tres y quince mil pesetas. A este proyecto se presentaron un total de quince trabajos, Fernández Quintanilla se presentó junto a Zuazo y propusieron la unión entre la arquitectura tradicional propia de España y el clasicismo con nuevas formas que se daba en las ciudades europeas, teniendo influencia de Peter Behrens y Paul Bonatz. El jurado tras descartar varios anteproyectos en las primeras sesiones por su calidad o por no cumplir con las bases del concurso, el de Fernández Quintanilla y Secundino Zuazo obtuvo el primer premio en la cuarta sesión y una recompensa económica de 7500 pesetas, sin embargo, esta decisión causó el enfado de Antonio Palacios Ramilo y de otros doscientos arquitectos que propusieron debates en asambleas y que produjo numerosas dimisiones en el seno de la entidad. La fase final del concurso quedó desierta al no conseguir ninguno de los tres finalistas la mayoría absoluta, su proyecto quedó en segunda posición con dos de los seis votos. Finalmente, la junta del Círculo de Bellas Artes aprobó el proyecto de Antonio Palacios, tras ofrecerse él mismo a dirigir el proyecto a cambio de renunciar a sus honorarios, esto supuso quejas entre los arquitectos y más dimisiones dentro de la entidad, además de haber inflado el presupuesto inicial (cuatro millones) en casi dos millones de pesetas.
En 1929 colaboró con el político y arquitecto Bernardo Giner de los Ríos en la redacción de Madrid: información sobre la ciudad, obra de investigación que fue presentada en el I Congreso de Urbanismo en España. También organizó con Giner de los Ríos y en ese mismo año, la Oficina de Información sobre la Ciudad de Madrid.
Junto a otros arquitectos nacionales, Fernández Quintanilla es uno de los artífices de la Gran Vía de Madrid, siendo colaborador de Secundino Zuazo junto a Fernando de Escondrillas y a José Miguel de la Quadra-Salcedo. En 1929 fue elegido jurado de los premios otorgados por el Gobierno español dentro del Concurso Internacional del Faro de Colón, obteniendo el tercer mayor número de votos. En este concurso participaron más de dos mil arquitectos, procedentes de cuarenta y ocho países, que presentaron un total de 456 anteproyectos para este homenaje a Cristóbal Colón en Santo Domingo.
Falleció el 30 de mayo de 1932 en Madrid, el mismo año que se le concedió la Medalla al Mérito en el Trabajo y fue nombrado jefe de la Sección de Urbanismo del Ayuntamiento de Madrid.

## Estilo
Al comienzo de su obras, seguía los preceptos regionalistas de Leonardo Rucabado, corriente extendida entre los arquitectos cántabros de la época en busca de un rasgo identificativo propio; sin embargo, transformó estas ideas hacia el racionalismo arquitectónico, que perseguía equilibrar la arquitectura tradicional, conservando el estilo típico, con la modernidad, aceptando los procesos industriales, el proceso tecnológico y el invento, que imperaba en las grandes ciudades europeas. Al final de su obra, se aprecia la sencillez y la eliminación de todo lo superfluo dentro del eclecticismo y con influencia del Art déco, como se aprecia en el Cine Coliseum.

## Obra
Eugenio Fernández Quintanilla diseñó las siguientes obras:
- Casa del doctor Azúa (Madrid, 1914)
- Casa de Benjamín del Río (Santander, 1917)
- Casa de Correos de Santander (Santander, 1918-1925)
- Casas de alquiler en la calle del General Espartero, números 9, 11 y 13 (Santander, 1920-1923)
- Casa de familia de Manuel Suárez Inclán (Santander, 1920)
- Casa de familia de Laureano Falla Gutierrez (Santander, 1920)
- Casa de familia de Eduardo Pérez del Molino (Santander, 1922)
- Casa de Peña y Media (Santander, 1923)
- Panteón de la familia Peiró (Madrid, 1923)
- Casa de Peña y Media (Madrid, 1924)
- Colegio de los Escolapios (Santander, 1927)
- Casa de Francisco Hueso (Madrid, 1928)
- Casa de Leopoldo García (Madrid, 1929)
- Cine Coliseum (Santander, 1929)
- Casa principal de la finca Valdenoja (Santander, 1931)